# Frankel
Pour les articles homonymes, voir Frankel (homonymie).
Frankel, est un cheval de course pur-sang anglais, né en 2008 de l'union de Galileo et Kind, par Danehill. Il appartient à son éleveur, Khalid Abdullah, étant entraîné en Angleterre par Henry Cecil et monté par Tom Queally. Invaincu tout au long de sa carrière après avoir disputé 14 courses, vainqueur de dix groupe 1 dont neuf consécutivement (record), il est considéré comme l'un des deux meilleurs chevaux de l'histoire avec Sea Bird, même s'il s'est principalement cantonné au mile qui n'est pas la distance reine du turf européen et n'a jamais quitté ses terres anglaises. Il est le premier cheval introduit au Hall of Fame des courses britanniques.

## Carrière de courses

### À 2 ans

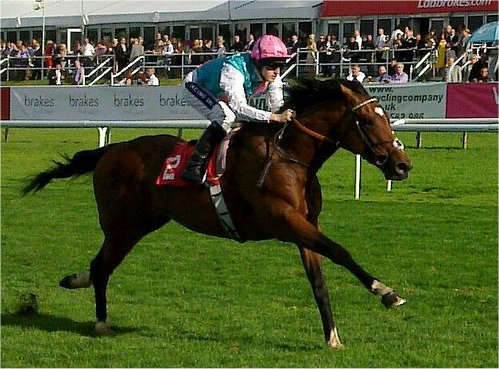
Frankel, lors de sa deuxième course, en septembre 2010

Nommé en hommage au célèbre entraîneur américain Bobby Frankel, Frankel fit parler de lui dès ses débuts. Une victoire facile pour sa première course dans une épreuve pour poulains inédits en août (devant Nathaniel, futur lauréat des King George et des Eclipse Stakes), suivie d'une démonstration (victoire par 13 longueurs) dans une course à conditions, avec seulement trois partants. Sa première sortie au niveau des groupes arrive fin septembre, alors qu'on parle de plus en plus de lui comme d'un phénomène. Dans les Royal Lodge Stakes, un groupe 2 disputé sur le mile, il écrase ses adversaires par 10 longueurs. Mais c'est dans les Dewhurst Stakes, son premier groupe I qu'il confirme ses qualités exceptionnelles. Confronté aux invaincus Saamidd, probant lauréat des Champagne Stakes (Gr.2), et surtout Dream Ahead, vainqueur du Prix Morny et des Middle Park Stakes (et futur champion sur le mile), il l'emporte sans émotions, en devançant Roderic O'Connor, qui allait s'adjuger quelques semaines plus tard le Critérium International et Glor Na Mara, deuxième des Phoenix Stakes. 
Invaincu après quatre courses, il est naturellement élu meilleur 2 ans de l'année en Europe et se voit crédité par Timeform d'un rating très élevé pour un 2 ans : 131, tandis que la FIAH lui accorde un 126 lui aussi exceptionnel. Son entraîneur Henry Cecil, qui a pourtant entraîné de nombreux champions, n'hésite pas à déclarer que Frankel est son meilleur 2 ans depuis Wollow, vainqueur comme lui des Dewhurst Stakes, avant de confirmer l'année suivante en remportant quatre groupe I dont les 2000 Guinées. 

### À 3 ans
La rentrée du crack est programmée dans les Greenham Stakes, une course de groupe 3 préparatoire aux 2000 Guinées. Frankel s'y impose par 4 longueurs, devant des adversaires pourtant plus affûtés. Grandissime favori des 2000 Guinées, il y réalise une incroyable démonstration, partant sur les chapeaux de roue et comptant près de 15 longueurs d'avance à mi-parcours. Terminant au petit galop, il atteint finalement le poteau avec 6 longueurs d'avance sur un peloton qui a littéralement explosé, le 4e de la course terminant à 18 longueurs, le dernier à 63 longueurs ! À la suite de cette performance extraordinaire, Timeform frappe les esprits en lui attribuant un rating exceptionnel de 142, soit le troisième plus haut rating de l'histoire. 
Une semaine plus tard, Henry Cecil annonce que son crack ne disputera pas le Derby d'Epsom, dont il est pourtant le grand favori depuis longtemps. Bien que ses origines l'autorisent à envisager la distance classique, son entraîneur émet des doutes sur sa tenue et préfère le cantonner aux parcours de 1600 m, et donne rendez-vous en juin à Ascot, pour les St. James's Palace Stakes. Frankel y empoche sa septième victoire, par moins d'une longueur, en partant de très loin (sans doute trop, son jockey Tom Queally ayant par la suite confessé un excès de confiance et regretté sa précipitation) et en résistant au retour de ses adversaires. C'est la première fois qu'il l'emporte par moins d'une longueur, mais son accélération à l'amorce de la dernière ligne droite impressionne encore une fois.
Décidé à rester sur le mile, le poulain doit maintenant affronter ses ainés. La rencontre a lieu dans les Sussex Stakes, une course désertée par la concurrence, effrayée par les deux épouvantails de la course : Frankel et Canford Cliffs, le meilleur miler anglais, tenant du titre, lauréat  de cinq groupe 1, et qui vient de s'offrir le scalp de la star française Goldikova dans les Queen Anne Stakes. Quatre chevaux s'élancent donc dans cette course peu rythmée jusqu'à la ligne droite où Frankel, cette fois lancé plus tard par Tom Queally, étrille Canford Cliffs, qu'il laisse à cinq longueurs. Une victoire quelque peu entachée par la révélation un peu plus tard d'une blessure de Canford Cliffs durant cette course, blessure qui le contraint à mettre un terme à sa carrière. 
La dernière sortie de la saison du crack est programmée dans les Queen Elizabeth II Stakes, dans le cadre de la première édition du British Champions day à Ascot. Frankel y affronte Excelebration, récent vainqueur du Prix du Moulin de Longchamp et 3e des St. James's Palace Stakes et la française Immortal Verse, tombeuse de Goldikova dans le Prix Jacques Le Marois. Après une course menée par son leader (qui n'est autre que son 3/4 frère Bullet Train), Frankel ne fait qu'une bouchée de ses adversaires, reléguant Excelebration à 4 longueurs et Immortal Verse à près de 8 longueurs. Dans la foulée, Timeform relève son rating au score extraordinaire de 143. Fin 2011, il est logiquement élu meilleur 3 ans de l'année et Cheval de l'année en Europe. L'excellent rating de 136 que lui décerne la FIAH le place en tête du bilan mondial de l'année.

### À 4 ans

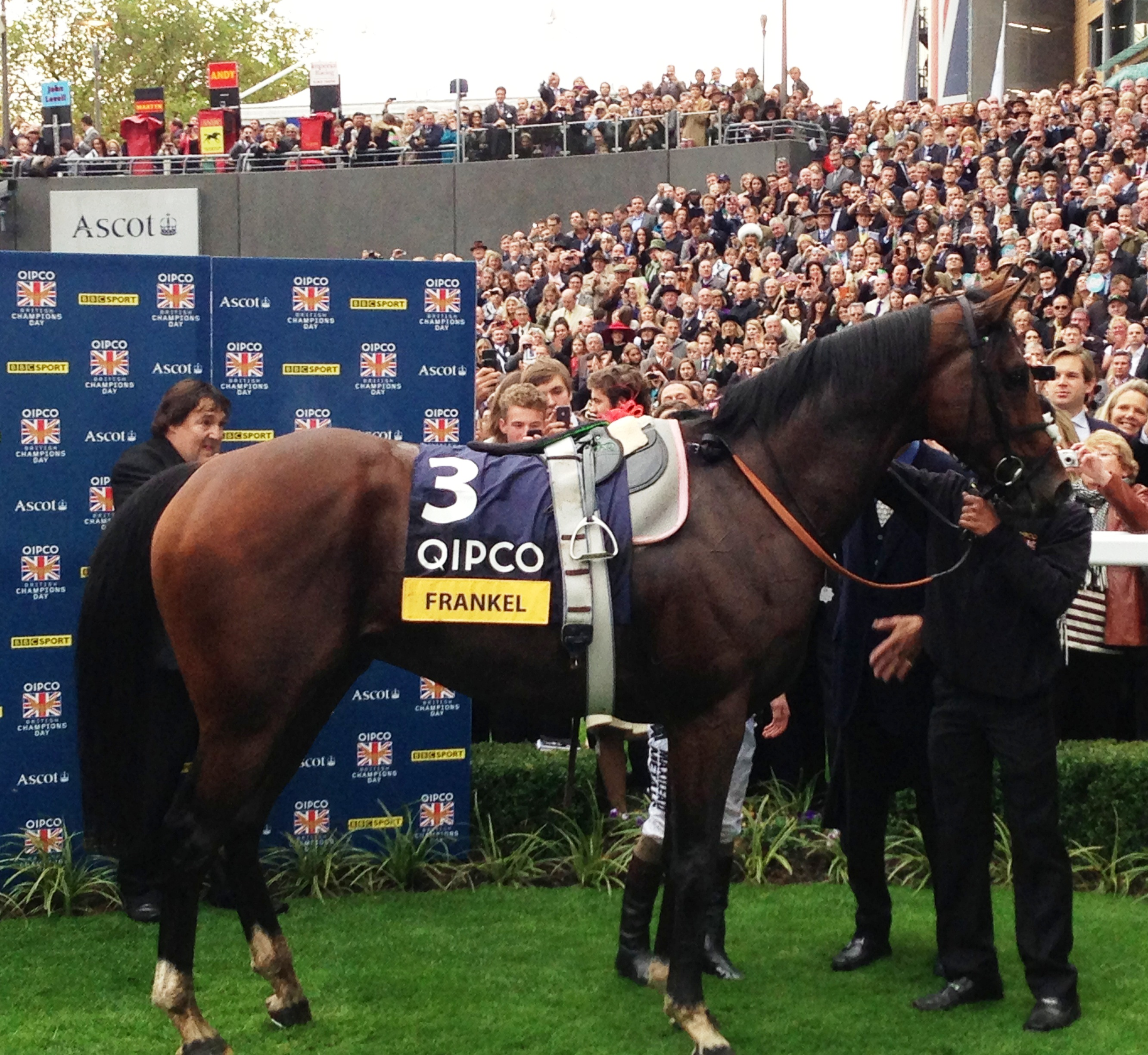
Frankel après sa victoire dans les Champion Stakes

Maintenu à l'entraînement en 2012, et après avoir dû retarder son retour en raison d'un problème de santé mineur, Frankel reprend la compétition en mai à Newbury, dans les Lockinge Stakes, et montre d'emblée qu'il n'a rien perdu de son génie en écrasant une nouvelle fois le courageux Excelebration, de cinq longueurs. Lors du meeting royal d'Ascot, le phénomène franchit encore un cap en réalisant une prestation prodigieuse dans les Queen Anne Stakes, où il pulvérise ses téméraires rivaux de plus de onze longueurs : après cette démonstration, les superlatifs manquent et Timeform décide d'exploser l'échelle des ratings en lui attribuant un historique 147, soit deux livres de plus que le légendaire Sea Bird, installé en haut de la hiérarchie des pur-sangs depuis 48 ans. Soit, tout simplement, le plus haut jamais décerné à un cheval de courses. Quant à la FIAH, elle lui attribue également un rating exceptionnel de 140. Le 1er août à Goodwood, il porte à huit le nombre de ses succès de Groupe 1 dans les Sussex Stakes, face seulement à deux chevaux (plus son cheval de train), la plupart de ses adversaires potentiels ayant renoncé à l'affronter. En s'imposant de six longueurs, il devient le premier cheval à remporter les Sussex Stakes pour la deuxième fois, la course ayant été réservée aux 3 ans jusqu'en 1960. Pour l'anecdote, il bat le record de victoires consécutives en groupe I, détenu par le seul Rock of Gibraltar.
La carrière de Frankel prend un autre tour en août lorsqu'il se rend au départ des International Stakes : absolument invincible sur le mile, le crack s'aventure pour la première fois sur 2000 mètres. Il doit  affronter notamment le champion St Nicholas Abbey, vainqueur de la Breeders' Cup Turf et double lauréat de la Coronation Cup. Mais Frankel ne se montre pas davantage inquiet sur cette nouvelle distance qu'il domine parfaitement, et il pulvérise ses adversaires, par sept longueurs. Alors que certaines rumeurs annoncent la star à Paris pour le Prix de l'Arc de Triomphe, l'entourage de Frankel refroidit toutes les ardeurs en déclarant que le cheval ne quittera pas l'Angleterre et fera ses adieux à la compétition dans les Champion Stakes en octobre. Le jour dit, il doit faire face à deux adversaires : un terrain lourd, ce qu'il n'a jamais connu dans sa carrière, et l'atypique champion français Cirrus des Aigles. Ce hongre aux origines très modestes, entraîné par Corinne Barbe, est une anomalie dans l'élite des courses, trustée par les chevaux nés dans la pourpre et dépendant d'écuries classiques financées par des propriétaires richissimes. Pourtant, après un début de carrière dans l'anonymat, il se révèle avec l'âge et se bonifie avec les années, de plus en plus étonnant à mesure qu'il franchit les paliers. Il est le tenant du titre de ces Champion Stakes (où il avait battu un excellent lot), et adore le terrain lourd dans lequel il a pris l'habitude de laisser ses adversaires dans le lointain - presque à la Frankel. Le roturier français fait donc figure de challenger inattendu mais redoutable pour le prince anglais. Les deux chevaux se montreront à la hauteur de l'événement : tandis que Frankel a oublié de sortir des stalles et s'élance bon dernier, Cirrus des Aigles, monté par Olivier Peslier, prend les choses en main à l'entrée de la ligne droite, durcit la course, fait voler le peloton en éclat et fonce vers le poteau. Mais Tom Queally n'a encore rien demandé à Frankel, qui suit librement le cheval français, et à la première sollicitation, il prend facilement la mesure de son adversaire, qu'il bat dans son style caractéristique - tout en puissance. 
En terminant à moins de deux longueurs du phénomène, Cirrus des Aigles réalise une performance exceptionnelle en lui donnant du fil à retordre comme peu l'ont fait, confirmant qu'il est bien un cheval hors du commun. Mais pas sur la même planète que Frankel, qui reçoit de la part des 50 000 spectateurs d'Ascot, et de la reine d'Angleterre, qui s'est déplacée pour l'occasion, une mémorable ovation à son retour aux balances. Invaincu, invincible, le désormais légendaire Frankel (dont la presse britannique estimait la veille la valeur théorique à 125 millions d'euros, au bas mot) quitte la scène sur ce triomphe  et sur un nouveau titre de Cheval de l'année en Europe (auquel il faut ajouter un titre de meilleur cheval d'âge, soit le total record de cinq Cartier Awards, faisant de lui le premier cheval en 60 ans à être sacré champion à 2, 3 et 4 ans) pour rejoindre le haras de son propriétaire, Juddmonte Farms, en vue de sa carrière d'étalon.

### Résumé de carrière
| Date         | Hippodrome  | Pays        | Course                    | Statut      | Distance    | Jockey      | Place       | Écart       | Deuxième          |
| 2010, 2 ans  | 2010, 2 ans | 2010, 2 ans | 2010, 2 ans               | 2010, 2 ans | 2010, 2 ans | 2010, 2 ans | 2010, 2 ans | 2010, 2 ans | 2010, 2 ans       |
| ------------ | ----------- | ----------- | ------------------------- | ----------- | ----------- | ----------- | ----------- | ----------- | ----------------- |
| 13 août      | Newmarket   | Royaume-Uni | EBF Maiden Stakes         | Maiden      | 1 600 m     | T. Queally  | 1er / 4     | 1/2         | Nathaniel         |
| 10 septembre | Doncaster   | Royaume-Uni | Frank Whittle Stakes      | Conditions  | 1 400 m     | T. Queally  | 1er / 3     | 13          | Rainbow Springs   |
| 25 septembre | Ascot       | Royaume-Uni | Royal Lodge Stakes        | Gr. 2       | 1 600 m     | T. Queally  | 1er / 5     | 10          | Klammer           |
| 16 octobre   | Newmarket   | Royaume-Uni | Dewhurst Stakes           | Gr. 1       | 1 400 m     | T. Queally  | 1er / 6     | 2 ¼         | Roderic O'Connor  |
| 2011, 3 ans  |             |             |                           |             |             |             |             |             |                   |
| 16 avril     | Newbury     | Royaume-Uni | Greenham Stakes           | Gr. 3       | 1 400 m     | T. Queally  | 1er / 6     | 4           | Excelebration     |
| 30 avril     | Newmarket   | Royaume-Uni | 2000 Guinées              | Gr. 1       | 1 600 m     | T. Queally  | 1er / 13    | 6           | Dubawi Gold       |
| 14 juin      | Ascot       | Royaume-Uni | St. James's Palace        | Gr. 1       | 1 600 m     | T. Queally  | 1er / 9     | 3/4         | Zoffany           |
| 27 juillet   | Goodwood    | Royaume-Uni | Sussex Stakes             | Gr. 1       | 1 600 m     | T. Queally  | 1er / 4     | 5           | Canford Cliffs    |
| 15 octobre   | Ascot       | Royaume-Uni | Queen Elizabeth II Stakes | Gr. 1       | 1 600 m     | T. Queally  | 1er / 8     | 4           | Excelebration     |
| 2012, 4 ans  |             |             |                           |             |             |             |             |             |                   |
| 19 mai       | Newbury     | Royaume-Uni | Lockinge Stakes           | Gr. 1       | 1 600 m     | T. Queally  | 1er / 6     | 5           | Excelebration     |
| 19 juin      | Ascot       | Royaume-Uni | Queen Anne Stakes         | Gr. 1       | 1 600 m     | T. Queally  | 1er / 11    | 11          | Excelebration     |
| 1er août     | Goodwood    | Royaume-Uni | Sussex Stakes             | Gr. 1       | 1 600 m     | T. Queally  | 1er / 4     | 6           | Farhh             |
| 22 août      | York        | Royaume-Uni | International Stakes      | Gr. 1       | 2 080 m     | T. Queally  | 1er / 9     | 7           | Farhh             |
| 22 octobre   | Ascot       | Royaume-Uni | Champion Stakes           | Gr. 1       | 2 000 m     | T. Queally  | 1er / 6     | 1 ¾         | Cirrus des Aigles |

### Tableau de bord
- 14 courses, 14 victoires
- Gains : £ 2 998 301
- Meilleur Rating de l'histoire Timeform (147) et FIAH (140)
- Tête de liste des classements internationaux FIAH (2011, 2012)
- Cheval de l'année en Europe (2011, 2012)
- meilleur 2 ans de l'année en Europe (2010)
- meilleur 3 ans de l'année en Europe (2011)
- meilleur cheval d'âge de l'année en Europe (2012)
- Leader du classement des étalons européens (2021, 2023)[2]
- Tête de liste des étalons en Angleterre et en Irlande (2021, 2023)
- Tête de liste des étalons en France (2022)
- Le 16 juin 2015, une statue de Frankel est dévoilée par la Reine d'Angleterre sur l'hippodrome de Royal Ascot, où le champion remporta cinq de ses quatorze victoires, dont la dernière, dans les Champion Stakes[3].

## Au haras
La nouvelle carrière d'étalon de Frankel suscite évidemment tous les espoirs. Installé à Juddmonte Farms, prix de saillie est fixé à £ 125 000 et ses prétendantes, au nombre de 133 pour la première année, figurent parmi les poulinières les plus prestigieuses : pas moins de 38 lauréates de groupe 1, à l'image de Danedream (Prix de l'Arc de Triomphe) et 26 mères de vainqueur de groupe 1. À l'aise dans ses nouvelles fonctions (dont témoigne un taux de fertilité de 95% la première année), Frankel voit ses premiers produits passer sous le feu des enchères en 2014 et susciter aussitôt une flambée des prix : son premier foal en vente, âgé de trois mois, se voyant adjugé pour £ 1 150 000. En décembre 2016, la pouliche japonaise Soul Stirring, fille de la championne Stacelita (Prix de Diane, Saint-Alary, Vermeille, Jean Romanet, Flower Bowl Invitational, Beverly D. Stakes) lui offre un premier groupe 1 en remportant les Hanshin Juvenile Fillies. Il devient l'étalon le plus rapide à atteindre 40 gagnants de groupe dans l'hémisphère nord, faisant mieux que son père Galileo, dont il est le meilleur continuateur. Son prix de saillie est revu à la hausse en 2018, passant à £ 175 000 puis £ 200 000 en 2022 et £ 275 000 en 2023, ce qui fait de lui l'un des étalons les plus chers au monde. La saison 2021, avec notamment les exploits de ses fils Adayar (Derby, King George) et Hurricane Lane (Irish Derby, Grand Prix de Paris, St Leger) lui permet de dominer le classement des étalons européens et lui vaut un premier titre de champion sire, détrônant l'inamovible Galileo qui régnait sans partage depuis 2010. En 2022, année où sa fille Alpinista lui apporte le Prix de l'Arc de Triomphe, il conserve son titre européen et ajoute un titre en France. L'année suivante, il truste le podium de l'Arc puisque Ace Impact, issu de son fils Cracksman, s'impose aux dépens de ses fils Westover et Onesto. En 2024, à £ 350 000 la saillie, il devient l'étalon le plus cher du monde à égalité avec Dubawi. La même année, la victoire de Sparkling Plenty (par Kingman) dans le Prix de Diane lui apporte un premier succès de prestige en tant que père de mère. 

### Ses meilleurs produits

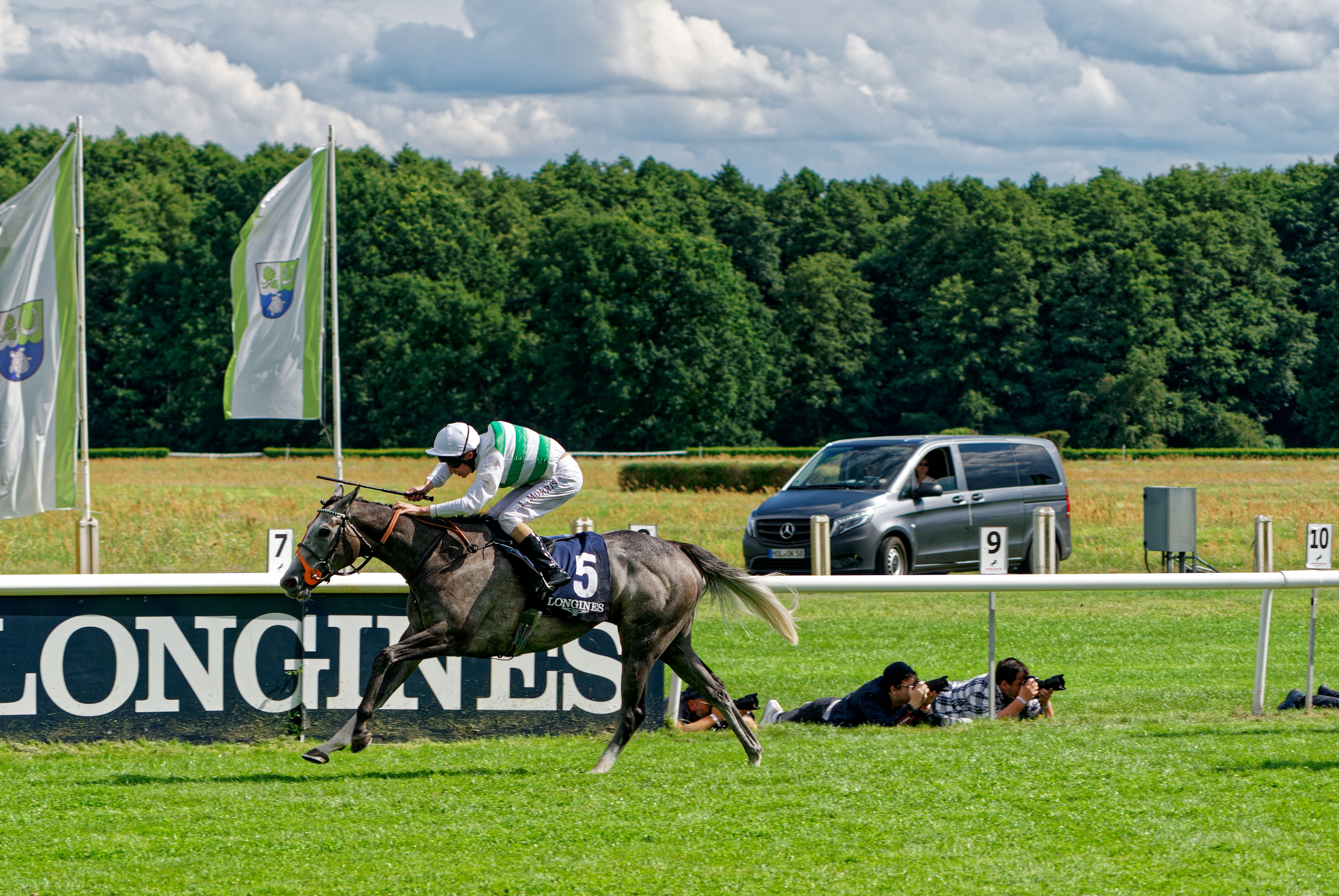
Alpinista

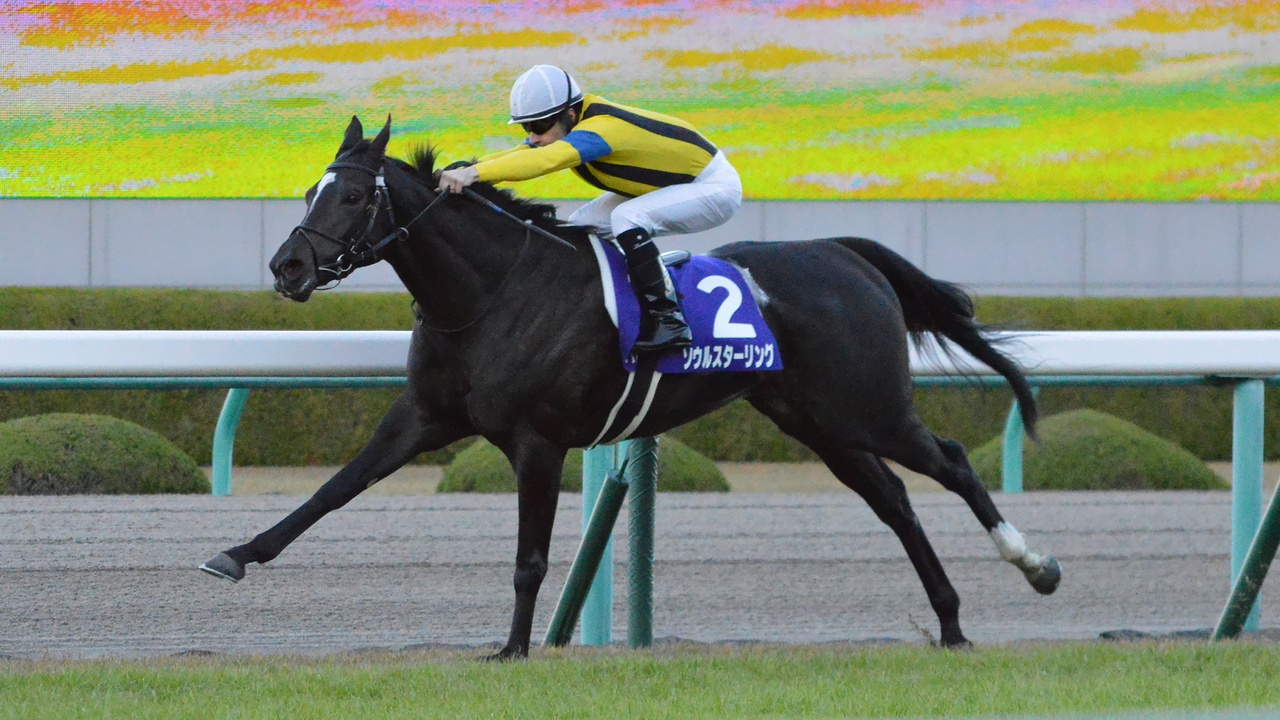
Soul Stirring

Parmi ses meilleurs produits, et pour s'en tenir aux lauréats de groupe 1, citons :
- Cracksman (mère par Pivotal) : Champion Stakes, Prix Ganay, Coronation Cup, meilleur 3 ans d'Europe (2017)[10].
- Alpinista (Hernando) : Prix de l'Arc de Triomphe, Grosser Preis von Berlin, Preis von Europa, Grosser Preis von Bayern, Grand Prix de Saint-Cloud, Yorkshire Oaks.
- Inspiral (Selkirk) : Fillies' Mile, Coronation Stakes, Prix Jacques Le Marois (x2), Sun Chariot Stakes, Breeders' Cup Filly & Mare Turf, meilleure 2 ans en Europe (2021), meilleure 3 ans en Europe (2022), jument de l'année sur le gazon aux États-Unis (2023)
- Lake Victoria (Showcasing) : Moyglare Stud Stakes, Cheveley Park Stakes, Breeders' Cup Juvenile Fillies Turf, Irish 1000 Guineas, meilleure 2 ans en Europe (2024).
- Soul Stirring (Monsun) : Hanshin Juvenile Fillies, Yūshun Himba, meilleure 2 ans japonaise (2016), meilleure 3 ans japonaise (2017).
- Mostahdaf (Dubawi) : Prince of Wales's Stakes, International Stakes, cheval d'âge de l'année en Europe (2023).
- Quadrilateral (Mizzen Mast) : Fillies' Mile, meilleure 2 ans en Europe (2019).
- Hurricane Lane (Shirocco) : Irish Derby, Grand Prix de Paris, St Leger. 3e Prix de l'Arc de Triomphe.
- Adayar (Dubawi) : Derby d'Epsom, King George VI and Queen Elizabeth Stakes.
- Westover (Lear Fan) : Irish Derby, Grand Prix de Saint-Cloud. 2e Prix de l'Arc de Triomphe.
- Onesto (Sea The Stars) : Grand Prix de Paris. 3e Prix de l'Arc de Triomphe.
- Chaldean (Dutch Art) : 2000 Guinées, Dewhurst Stakes.
- Nashwa (Pivotal) : Prix de Diane, Nassau Stakes, Falmouth Stakes.
- Minnie Hauk (Dansili) : Oaks, Irish Oaks.
- Anapurna (Montjeu) : Oaks, Prix de Royallieu.
- Homeless Songs (Dubawi) : Irish 1000 Guineas.
- Logician (Daylami) : St Leger.
- Soul Sister (Dansili) : Oaks.
- Courage Mon Ami (Lemon Drop Kid) : Gold Cup.
- Without Parole (Lemon Drop Kid) : St. James's Palace Stakes.
- Mozu Ascot (Hennessy) : Yasuda Kinen, February Stakes.
- Hungry Hearts (Pivotal) : Australian Oaks, Vinery Stud Stakes
- Converge (Shamardal) : J.J. Atkins Stakes, Randwick Guineas.
- Measured Time (Street Cry) : Jebel Hatta, Manhattan Stakes.
- Grenadier Guards (Harlington) : Asahi Hai Futurity Stakes
- Wild Beauty (Pivotal) : Natalma Stakes
- Veracious (Pivotal) : Falmouth Stakes.
- Snow Lantern (Red Clubs) : Falmouth Stakes.
- Call The Wind (Inchinor) : Prix du Cadran.
- Jannah Rose (Indian Ridge) : Prix Saint-Alary.
- Dream Castle (Dubawi) : Jebbel Hatta.
- McKulick (Makfi) : Belmont Oaks Invitational.
- Triple Time (Mark of Esteem) : Queen Anne Stakes.
- Kelina (Oasis Dream) : Prix de la Forêt.
- Ylang Ylang (Shamardal) : Fillies' Mile.
- Candelari (Barathea) : Prix Vicomtesse Vigier.
- Digeo Velazquez (Acclamation) : Prix Jacques Le Marois.

## Origines
Frankel est le chef-d’œuvre de son père, le meilleur étalon du XXIe siècle, Galileo. 
Sa famille maternelle représente l'une des meilleures lignées de l'élevage Juddmonte Farms. La mère de Frankel, Kind (par Danehill), se plaça troisième d'un groupe 3 en Irlande, les Ballyogan Stakes, avant de se révéler grande poulinière. Elle a produit notamment :  
- 2007 - Bullet Train (par Sadler's Wells) : lauréat d'une préparatoire au Derby d'Epsom, les Derby Trial Stakes (Gr.3), et qui fit souvent office de leader dans les courses de Frankel
- 2008 - Frankel
- 2009 : Noble Mission (par Galileo) : Champion Stakes, Tattersalls Gold Cup, Grand Prix de Saint-Cloud, Gordon Richards Stakes (Gr.3), Huxley Stakes (Gr.3). 2e Grosser Dallmayr-Preis, King Edward VII Stakes (Gr.2), St. Simon Stakes (Gr.3), Gordon St (Gr.3). 3e John Porter Stakes (Gr.3), Rose of Lancaster Stakes (Gr.3). Cheval d'âge de l'année en Europe en 2014.
- Joyeuse (par Oasis Dream) : 3e Albany Stakes (Gr.3), Fred Darling Stakes (Gr.3). Mère de : 
  - Arrray (par No Nay Never) : Mill Reef Stakes (Gr.2). 3e Sirenia Stakes (Gr.3).
  - Maximal (par Galileo) : 2e Doomben Cup (Gr.1), Turnbull Stakes (Gr.1).
  - Jubiloso (par Shamardal) : 3e Coronation Stakes, Oak Tree Stakes (Gr.3).
- Kikkuli (par Kingman) : 2e Jersey Stakes (Gr.3).

Kind est en outre la sœur de l'excellent Powerscourt, un autre fils de Sadler's Wells, vainqueur de l'Arlington Million aux États-Unis, de la Tattersalls Gold Cup, deuxième des Irish Champion Stakes et du Bayerisches Zuchtrennen (Gr.1), troisième de la Breeders' Cup Turf et de l'Irish St Leger. Rainbow Lake, leur mère, est décidément une excellente génitrice, puisqu'elle a donné, outre Kind et Powerscourt, les très bons Last Train (par Rail Link), vainqueur du Prix de Barbeville (Gr.3), deuxième du Grand Prix de Paris, troisième des Prix Niel et Vicomtesse Vigier, et Riposte (par Dansili), lauréate des Ribblesdale Stakes (Gr.2).

### Pedigree
| Origines de Frankel , mâle bai né en 2008 | Origines de Frankel , mâle bai né en 2008 | Origines de Frankel , mâle bai né en 2008 | Origines de Frankel , mâle bai né en 2008 |
| ----------------------------------------- | ----------------------------------------- | ----------------------------------------- | ----------------------------------------- |
| Père Galileo b. 1998                      | Sadler's Wells b. 1981                    | Northern Dancer b. 1961                   | Nearctic                                  |
| Père Galileo b. 1998                      | Sadler's Wells b. 1981                    | Northern Dancer b. 1961                   | Natalma                                   |
| Père Galileo b. 1998                      | Sadler's Wells b. 1981                    | Fairy Bridge b. 1975                      | Bold Reason                               |
| Père Galileo b. 1998                      | Sadler's Wells b. 1981                    | Fairy Bridge b. 1975                      | Special                                   |
| Père Galileo b. 1998                      | Urban Sea ch. 1989                        | Miswaki ch. 1978                          | Mr. Prospector                            |
| Père Galileo b. 1998                      | Urban Sea ch. 1989                        | Miswaki ch. 1978                          | Hopespringseternal                        |
| Père Galileo b. 1998                      | Urban Sea ch. 1989                        | Allegretta ch. 1978                       | Lombard                                   |
| Père Galileo b. 1998                      | Urban Sea ch. 1989                        | Allegretta ch. 1978                       | Anatevka                                  |
| Mère Kind b. 2001                         | Danehill b. 1986                          | Danzig dkb/br. 1977                       | Northern Dancer                           |
| Mère Kind b. 2001                         | Danehill b. 1986                          | Danzig dkb/br. 1977                       | Pas De Nom                                |
| Mère Kind b. 2001                         | Danehill b. 1986                          | Razyana b. 1981                           | His Majesty                               |
| Mère Kind b. 2001                         | Danehill b. 1986                          | Razyana b. 1981                           | Spring Adieu                              |
| Mère Kind b. 2001                         | Rainbow Lake b. 1990                      | Rainbow Quest b. 1981                     | Blushing Groom                            |
| Mère Kind b. 2001                         | Rainbow Lake b. 1990                      | Rainbow Quest b. 1981                     | I Will Follow                             |
| Mère Kind b. 2001                         | Rainbow Lake b. 1990                      | Rockfest ch. 1979                         | Stage Door Johnny                         |
| Mère Kind b. 2001                         | Rainbow Lake b. 1990                      | Rockfest ch. 1979                         | Rock Garden (famille 1-k)                 |